# Kluis
Kluis ist eine Gemeinde im Landkreis Vorpommern-Rügen auf der Insel Rügen in Mecklenburg-Vorpommern (Deutschland). Die Gemeinde wird vom Amt West-Rügen mit Sitz in der Gemeinde Samtens verwaltet.

## Geografie
Die Gemeinde Kluis am Duwenbeek, dem einzigen größeren Fließgewässer auf Rügen, liegt im Muttland der Insel Rügen etwa zwölf Kilometer nordwestlich von Bergen auf Rügen und sieben Kilometer nordöstlich von Gingst.
Umgeben wird Kluis von den Nachbargemeinden Trent im Norden, Rappin im Nordosten, Patzig und Bergen auf Rügen im Osten, Parchtitz sowie Gingst im Westen.
Zu Kluis gehören die Ortsteile Gagern, Pansevitz und Silenz.

## Politik

### Gemeindevertretung und Bürgermeister
Der Gemeinderat besteht (inkl. Bürgermeister) aus 6 Mitgliedern. Die Wahl zum Gemeinderat am 26. Mai 2019 hatte folgende Ergebnisse:
| Partei/Bewerber                | Prozent | Sitze |
| ------------------------------ | ------- | ----- |
| Vereinte Wählergemeinschaft    | 63,84   | 4     |
| WG Bürger für Kluis            | 15,67   | 1     |
| WG Bürger für Vorpommern-Rügen | 9,52    | 1     |

Bürgermeister der Gemeinde ist Eckhard Koch, er wurde mit 85,65 % der Stimmen gewählt.

### Wappen
Das Wappen wurde am 17. Februar 1989 von der Gemeindevertretung angenommen und unter der Nr. 8 der Wappenrolle von Mecklenburg-Vorpommern registriert.
Blasonierung: „In Grün ein silberner Wellenschrägbalken, belegt mit einem schwarzen Doppelhaken und begleitet: oben von einem goldbewehrten silbernen Rinderkopf, unten von einer schrägen goldenen Getreideähre.“
Das Wappen wurde von dem Sagarder Gerhard Koggelmann gestaltet.

### Flagge
Die Flagge der Gemeinde ist quer zur Längsachse des Flaggentuchs von Grün – Weiß – Grün gestreift. Die grünen Streifen nehmen jeweils ein Viertel, der weiße Steifen nimmt die Hälfte der Länge des Flaggentuchs ein. In der Mitte des weißen Streifens liegt das Gemeindewappen, das zwei Drittel der Höhe des Flaggentuchs einnimmt. Die Länge des Flaggentuchs verhält sich zur Höhe wie 5:3.

## Geschichte
Die Gegend war bis 1326 Teil des Fürstentums Rügen und danach des Herzogtums Pommern. Mit dem Westfälischen Frieden von 1648 wurde Rügen und somit auch das Gebiet von Kluis ein Teil von Schwedisch-Pommern. Im Jahr 1815 kam Kluis als Teil von Neuvorpommern zur preußischen Provinz Pommern.
Seit 1818 gehörte Kluis zum Kreis bzw. Landkreis Rügen. Nur in den Jahren von 1952 bis 1955 war es dem Kreis Bergen zugehörig. Die Gemeinde gehörte danach bis 1990 zum Kreis Rügen im Bezirk Rostock und wurde im selben Jahr Teil des Landes Mecklenburg-Vorpommern. Der seit 1990 wieder so bezeichnete Landkreis Rügen ging 2011 im Landkreis Vorpommern-Rügen auf.

### Ortsteile
Gagern
Der konkrete Kontext zum gleichnamigen rügischen Adelsgeschlecht der von Gagern ist wissenschaftlich nicht begleitet. Gagern ist aber als Ortschaft mit einem Gut nachgewiesen. Es gehörte zuletzt zu einem größeren Familienfideikommiss der Besitzer von Pansevitz, denen von Krassow, folgend den gefürsteten Grafen zu Innhausen und Knyphausen. 1914 vertreten durch Fürstin Luise, geborene von Krassow (1843–1930). Gagern besaß einen Sonderstatus und beinhaltete für sich 500 ha Land. Der landwirtschaftliche Betrieb umfasste mehrere Einzelbereiche, wie Schafszucht und Rindviehhaltung. Auch wurde eine Pferdezucht mit nennenswerte Fohlenbestand von 40 Tieren gepflegt. Zum Gut Gagern gehörte ein Waldbestand von 44 ha.
Pansevitz
Das Gut Pansevitz war ein Stammsitz der Familie von Krassow. Aus ihr bildete sich eine Linie Pansevitz mit bekannten Persönlichkeiten heraus. Die Ausführung eines neuen Herrenhauses mit Gutshof im ausgehenden 16. Jahrhundert wird Hans von Krassow zugeschrieben und mindestens auf 8000 Gulden geschätzt. Die Familie richtete ebenso ein historisches Hausgutsarchiv ein. Der schwedische Generalleutnant Ernst Detlof von Krassow stammte aus Pansevitz. Der Gutserbe Carl Friedrich von Krassow erreichte den Dienstrang Oberstleutnant in gleichen Diensten. Die Begüterung Pansevitz wurde dann ein Freiherrliches von Krassow’sches Fideikommiss, bestehend aus einem klassischen Rittergut mit weiteren Nebengütern in Güstin, Hedwigshof, Malkwitz und Wüstenei. Insgesamt gehörten 930 ha dazu. Gut Gagern waren ebenfalls Teil des Güterkomplexes. Ende des 19. Jahrhunderts war Edzard Graf zu Inn und Knyphausen-Lütetsburg, Edler Herr zu Lütetsburg und Bergum der Grundherr auf Pansevitz. Er war Mitglied und später Präsident vom Preußischen Herrenhaus, wurde 1900 vom Kaiser mit dem Fürstentitel bedacht. Ihm verband eine Freundschaft mit Theodor Fontane. In zweiten Quellen galt nach wie vor seine Ehefrau Luise als Gutsherrin von Pansevitz. Vor der Enteignung war der Enkel der Vorgenannten Carl Theodor Graf zu Inn u. Knyphausen (1908–1942) der Gutsherr, dann sein Bruder Graf Tido (1913–1944). Ihm zur Seite stand der Administrator Steilmann. Administratoren waren den Gutsbesitzern zumeist von den Kreditgebern der Land- und Forstwirtschaft zur Seite gestellt worden.
Silenz
Der Gutsstandort Silenz hatte eine Größe von 349 ha. Es gehörte einige Generationen denen von Platen und ging über Heirat an die Familie von Berg über. Karl von Berg war einer der Erbherrn auf Silenz. Anfang des 20. Jahrhunderts war Luise von Usedom, geborene von Berg, Ehefrau des Obersts und Rechtsritter im Johanniterorden Axel von Usedom, die Eigentümerin. 1939 war Marie von der Lancken-Lanckenburg die Gutsbesitzerin auf Silenz. Sie gab den 375 ha Besitz an Herbert von Platen in Pacht. Schwerpunkt des Betriebs war eine große Stammschäferei mit 650 Tieren. Der 25 ha Waldbesitz Silenz spielte eine untergeordnete Rolle.

## Sehenswürdigkeiten

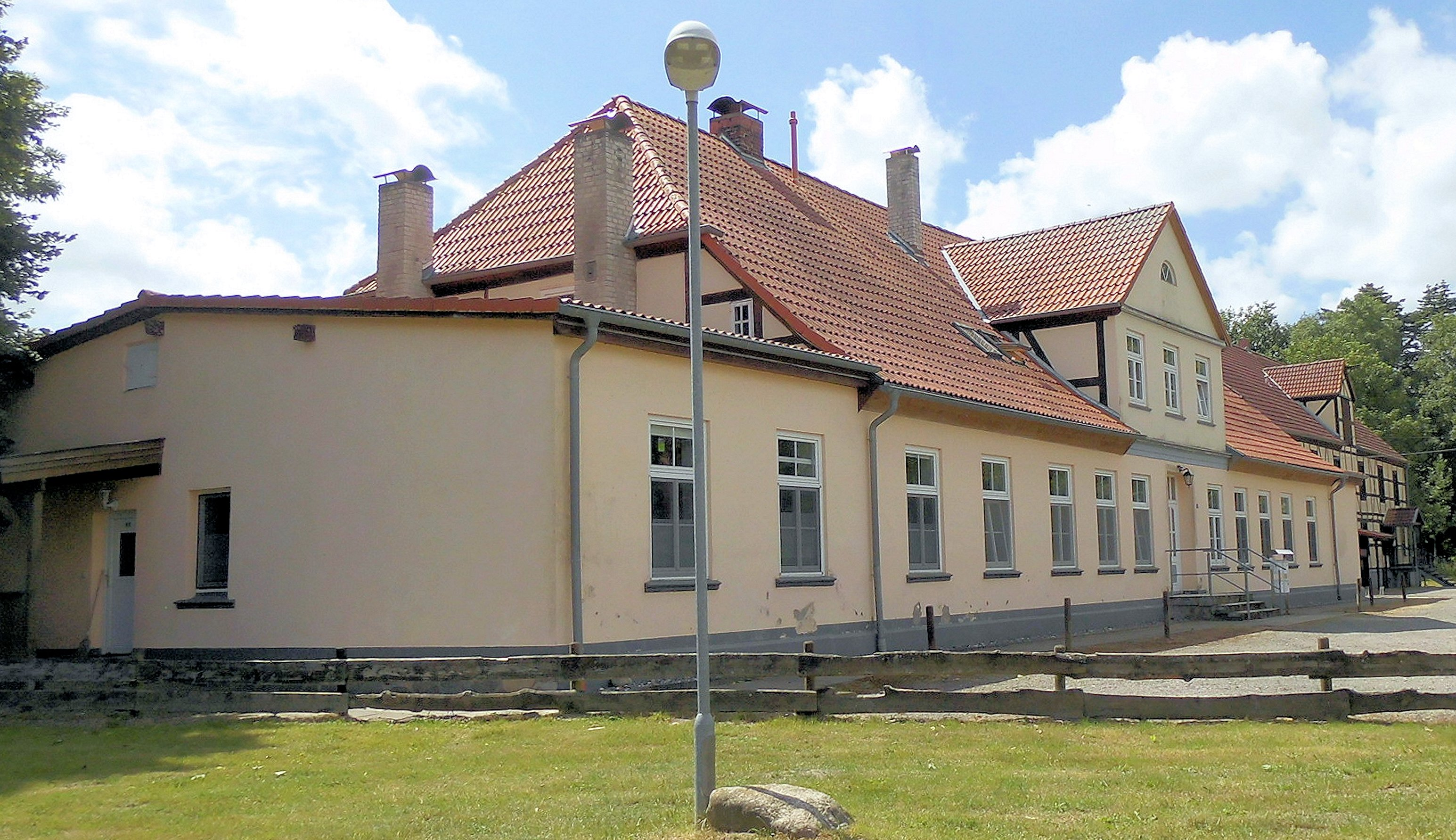
Gutshaus Silenz

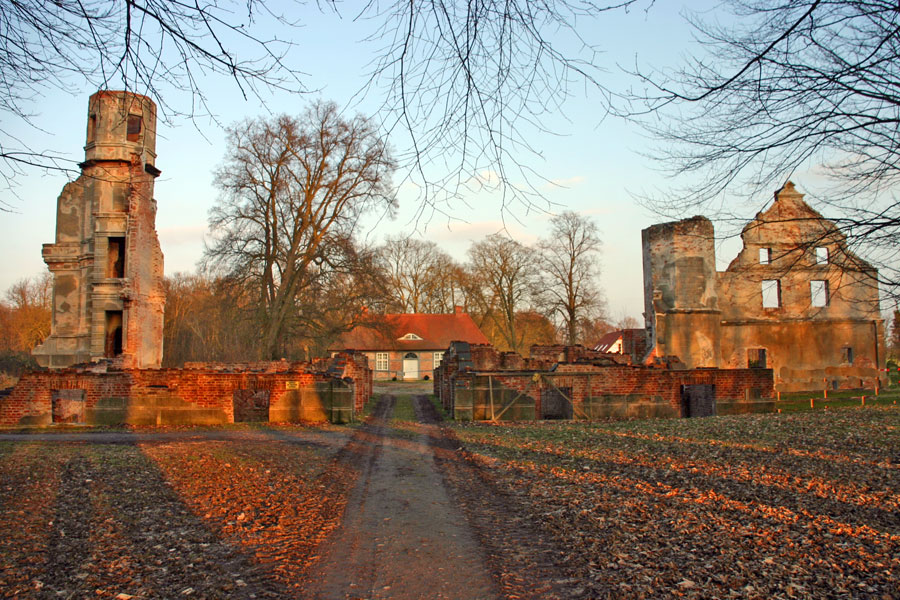
Schlossruine Pansevitz

- Landschaftspark Pansevitz mit Schlossruine Pansevitz und Friedwald
- Gutshaus Silenz
- Silenzer Hügelgräber

## Verkehrsanbindung
Von Kluis aus führen Landstraßen zur B 96 über Gingst nach Samtens und nach Bergen auf Rügen sowie über die Wittower Fähre zur Halbinsel Wittow.

## Persönlichkeiten
- Adam Philipp von Krassow (1664–1736), General
- Carl von Krassow (1771–1854), Oberstleutnant, Gutsbesitzer, Erbe von Pansevitz
- Ernst Detlof von Krassow (1660–1714), Generalleutnant
- Aline von Schlichtkrull (1832–1863), Schriftstellerin und Musikerin, wurde in Silenz geboren